# Suaita
Suaita là một khu tự quản thuộc tỉnh Santander, Colombia. Thủ phủ của khu tự quản Suaita đóng tại Suaita Khu tự quản Suaita có diện tích 391 ki lô mét vuông. Đến thời điểm ngày 28 tháng 5 năm 2005, khu tự quản Suaita có dân số 10847 người.